# Anisodes assamica
Anisodes assamica là một loài bướm đêm trong họ Geometridae.